# Ravine Negres Marons
Die Ravine Negres Marons ist ein Quellbach des Madjini River im Osten von Dominica im Parish Saint David.

## Geographie
Die Ravine Negres Marons ist der nördliche Quellbach des Madjini River. Sie entspringt am Osthang des Morne La Source mit mehreren eigenen Quellbächen und stürzt in kurzen, steilem Lauf nach Osten, wo sie bei Madjini mit der Ravine Cesar zusammenfließt und den Madjini River bildet.